# Thoirette
Thoirette is een plaats en voormalige gemeente in het Franse departement Jura (regio Bourgogne-Franche-Comté) en telt 617 inwoners (2005). De plaats maakt deel uit van het arrondissement Lons-le-Saunier. Thoirette is op 1 januari 2017 gefuseerd met de gemeente Coisia tot de gemeente Thoirette-Coisia. 

## Geografie
De oppervlakte van Thoirette bedraagt 8,7 km², de bevolkingsdichtheid is 70,9 inwoners per km².
De onderstaande kaart toont de ligging van Thoirette met de belangrijkste infrastructuur en aangrenzende gemeenten.

## Demografie
Onderstaande figuur toont het verloop van het inwonertal (bron: INSEE-tellingen).